# Dínamo

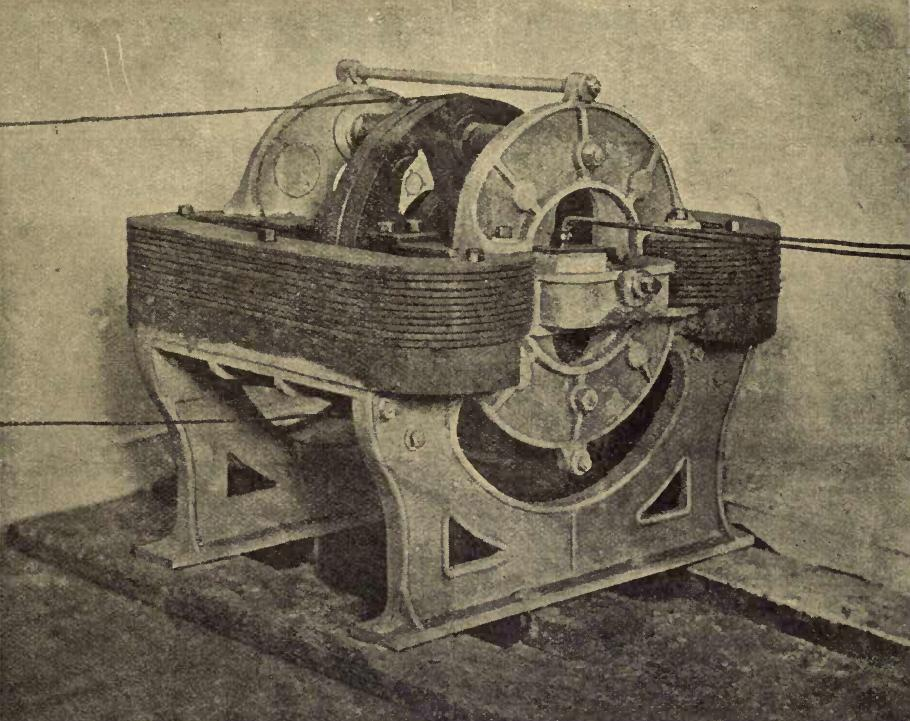
Dinamo construido por Søren Hjorth (1855)

Em máquinas elétricas, dínamo é um aparelho que gera corrente contínua (CC), convertendo energia mecânica em elétrica, através de indução eletromagnética. É constituído por um ímã e uma bobina. A energia mecânica (de um rio, por exemplo) faz girar um eixo no qual se encontra o íman, fazendo alternar os polos norte e sul na bobina e por indução geram uma energia elétrica e campo magnético. O contrário e/ou contra-partida, ou seja, a bobina no eixo, também é possível e faz o mesmo, desenvolvendo daí o campo. Os dínamos podem retirar energia mecânica das turbinas, que podem ser frias (no caso da queda d'água) ou quentes (no caso do vapor da água).
As polaridades do ímã são invertidas a cada 180 graus de rotação para que o dínamo gere uma corrente contínua, ao contrário dos alternadores, que transformam energia mecânica em energia elétrica alternada, ou seja, que possuem pausas, mas estas pausas são tão rápidas que não são detectáveis.
No interior do dínamo, existe um fio condutor em espiral, e ímãs com a mesma polaridade direcionadas para a espiral. Quando os ímãs são movimentados de forma circular, seu campo magnético atrai os elétrons do condutor, de forma a fazer com que esses elétrons passem para a outra parte do fio. No caso da existência de um metal, os elétrons "puxados" fariam existir uma diferença de potencial (DDP), e assim, uma tensão induzida.

## Galeria de imagens

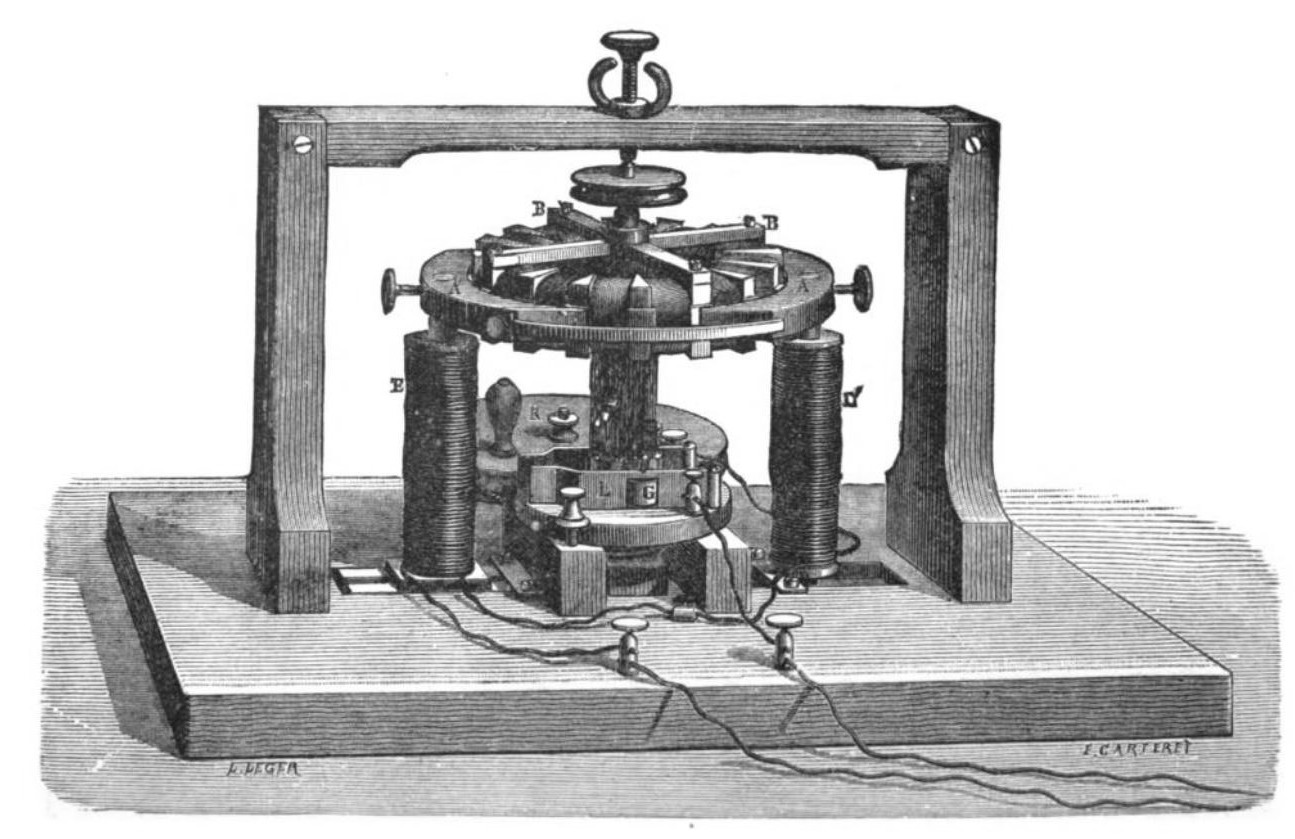
Dínamo do italiano Antonio Pacinotti (1860).
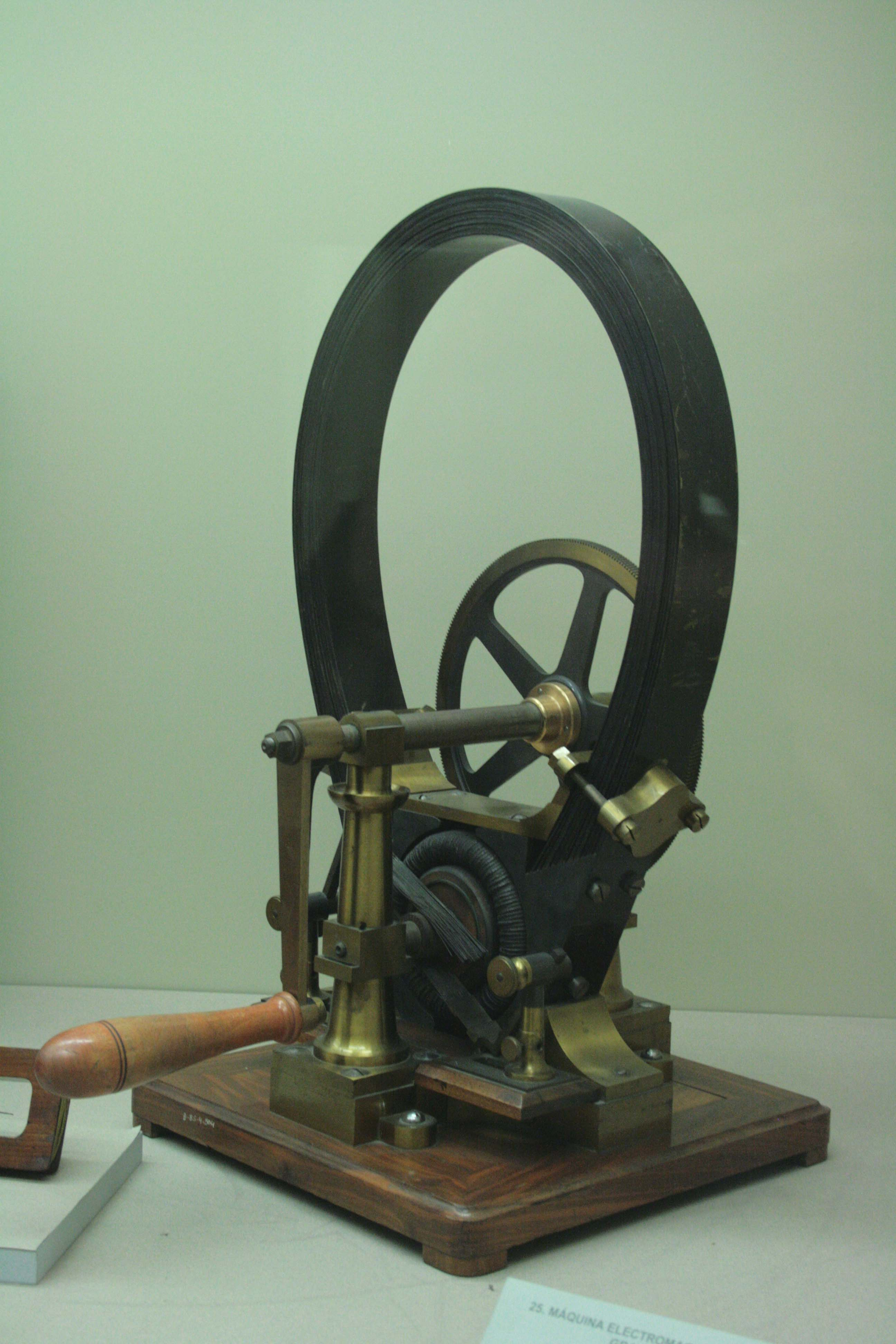
Dínamo do belga Zénobe Gramme (1871).